# Bungoma County
Bungoma County is een county in de voormalige provincie Magharibi van Kenia. Bungoma County is ontstaan door samenvoeging van de districten Bungoma en Mount Elgon
Hoofdplaats is Bungoma.